# 13329 Davidhardy
13329 Davidhardy eller 1998 SB32 är en asteroid i huvudbältet som upptäcktes den 20 september 1998 av Spacewatch vid Kitt Peak-observatoriet. Den är uppkallad efter David A. Hardy.
Asteroiden har en diameter på ungefär 11 kilometer.